# 법인세비용
법인세비용(法人稅費用, tax expense)은 회계기간에 납부해야할 법인세액이다.
기중에 법인세 중간예납액과 이자수익의 원천징수 금액을 차변에 선납세금으로 회계처리하는데, 기말에는 법인세비용으로 대체한다.

## 같이 보기
- 순이익